# O Terço
O Terço é uma banda brasileira formada no Rio de Janeiro em 1968 por Jorge Amiden (guitarra), Sérgio Hinds (baixo) e Vinícius Cantuária (bateria). A banda começou tocando rock clássico, mas logo tendeu ao rock progressivo e ao rock rural e pop caracterizando o som e a diversidade musical da banda.
Segundo o guitarrista Sérgio Hinds (único membro presente em todas as formações da banda), a palavra "terço" foi escolhida como nome da banda porque é uma medida fracionária que corresponde a três ou a "terça parte de alguma coisa", como num Rosário. "O Terço" caiu como uma luva devido a primeira formação da banda, que era a de trio (guitarra elétrica, baixo elétrico, bateria). Inicialmente, o nome escolhido tinha sido "Santíssima Trindade", mas para evitar atritos com a Igreja Católica, foi adotado "O Terço".

## História

### Origem
O Terço originou-se basicamente de dois grupos, o Joint Stock Co. (que integrava Jorge Amiden, Vinícius Cantuária, Cezar de Mercês e Sérgio Magrão) e Hot Dogs (que integrava Sérgio Hinds). Todos eles viriam a fazer parte da banda em diversas ocasiões. O Terço surgiu no final da década de 1960 e a primeira formação foi: Sérgio Hinds no baixo, Jorge Amiden na guitarra e Vinícius Cantuária na bateria. Esta formação gravou o seu primeiro LP em 1970, com uma mistura de rock 50, folk e música clássica.
O Terço nesta época tocava em diversos festivais. Com a canção "Velhas Histórias", composta por Renato Côrrea e Guarabyra, o grupo ganhou o Festival de Juiz de Fora. Em um festival universitário, a banda ficou em 2º lugar defendendo a música "Espaço Branco" de Vermelho e Flávio Venturini (que mais tarde viria a integrar o grupo). A banda também classificou as músicas "Tributo ao Sorriso" (3º lugar) e "O Visitante" (4º lugar), em duas edições do Festival Internacional da Canção (FIC), o que levou a banda a se tornar o grupo revelação pela mídia especializada, com destaque para o vocal trabalhado em falsete, que era uma das características da banda.

### Primeiras mudanças

O Terço, 1971. Arquivo Nacional.

Sérgio Hinds havia se afastado do grupo para tocar com Ivan Lins. Foi então que Jorge Amiden chamou Cezar de Mercês para integrar o grupo como baixista. Sérgio Hinds voltou logo depois para completar o quarteto. Em parceria com Guarabyra, o grupo criou o violoncelo elétrico (tocado por Sérgio Hinds) e a guitarra de três braços (apelidada de "tritarra", tocada por Jorge Amiden). Foi assim que O Terço lançou um compacto duplo com 5 músicas, entre elas, um tema de Bach, que mostrava a influência clássica da banda.
Logo depois, Jorge Amiden que até então era a principal mente criadora de O Terço, se desentende com o grupo e o deixa. Em acordo entre os outros três integrantes, Sérgio Hinds registrou o nome "O Terço" para que Jorge Amiden não o fizesse. Após a saída do grupo em 1972, Amiden criou um novo grupo chamado Karma, junto com os músicos Luiz Mendes Junior (violão) e Alen Terra (baixo). O Karma gravou um belo disco ainda neste ano e depois se desfez.
O Terço passou então a ser Sérgio Hinds (guitarra), Cezar de Mercês (baixo) e Vinícius Cantuária (bateria). Ainda em meados de 1972, O Terço participou da gravação do disco Vento Sul de Marcos Valle. Também participaram em algumas faixas o trio "Paulo, Claudio e Maurício", formado pelos irmãos gêmeos Paulo e Claudio Guimarães (flauta e guitarra) e pelo arranjador Maurício Maestro, além do guitarrista Frederiko (Fredera), ex-Som Imaginário. O Terço junto com Marcos Valle fizeram uma turnê por todo país e tocaram no Festival do Midem em Cannes, na França.

### Ascensão ao rock progressivo
Influênciados pelo rock progressivo inglês, O Terço mudou a sua sonoridade e em 1972 lançou um compacto mais pesado com as músicas "Ilusão de Ótica" e "Tempo é Vento".
No ano seguinte, O Terço lançou o segundo disco (homônimo). No disco o grupo mostra que queria mesmo era tocar rock progressivo. O disco continha uma longa suíte chamada "Amanhecer Total" (com 6 temas), composto pelos três integrantes e que conta com a participação de Luiz Paulo Simas nos teclados sintetizadores (Módulo 1000), Patrícia do Valle com a voz na introdução do tema "Cores", Chico Batera na percussão e Maran Schagen encerrando o tema "Cores Finais" no piano. O músico Paulo Moura também participou do disco, tocando saxofone alto na música "Você aí".

### Nova mudança no grupo e aproximação com o rock rural
Após a gravação do segundo disco, Vinícius Cantuária deixou a banda para tocar com Caetano Veloso. Entraram na banda Sérgio Magrão (baixo) e Luiz Moreno (bateria) para tocar junto com Sérgio Hinds (guitarra) e Cezar de Mercês (guitarra base).
A aproximação do grupo com Sá e Guarabyra deu um guinada na carreira de O Terço. Na época, eles foram convidados a gravar um disco com a dupla (Nunca, 1974). Esta proximidade com o chamado "rock rural" da dupla influenciou muito a sonoridade da banda em sua fase posterior. Sérgio Hinds pediu a indicação de um tecladista para Milton Nascimento, que indicou Flávio Venturini.  Com o novo tecladista, O Terço começou, já em 1974, a gravar o terceiro disco da banda. Cezar de Mercês deixou o grupo, mas continuou como compositor e colaborador da banda.

### Fase Áurea
Em 1975, Sérgio Hinds (guitarra), Sérgio Magrão (baixo), Luiz Moreno (bateria) e Flávio Venturini (teclado e viola), concluíram a gravação de seu terceiro disco, o Criaturas da Noite. A capa do disco foi elaborada por Antônio e André Peticov e foi chamada de "A Compreensão". O disco começa com o pulsante baixo de Magrão, introdução do simples rock "Hey Amigo", composição de Cezar de Mercês que se tornou um dos maiores clássicos da banda. A influência do rock rural é bastante presente nas faixas "Queimada" e "Jogo das Pedras" (ambas de Flávio Venturini e Cezar de Mercês). A faixa-título (Flávio Venturini / Luiz Carlos Sá), conta com os arranjos de orquestra do maestro Rogério Duprat. O disco traz as instrumentais "Ponto Final" (do baterista Luiz Moreno, que toca piano na introdução da música) e a suíte instrumental "1974", composta por Flávio Venturini.
Visando mercado internacional, a banda gravou o vocal deste disco em inglês e lançou o Creatures of the Night.
Em 1976, o grupo foi morar em uma fazenda, em São Paulo. Lá foi concebido todo o novo disco do grupo, que levou o nome de Casa Encantada. O disco segue a linha do anterior, com rock progressivo, músicas instrumentais e a influência do rock rural. O percussionista Luiz Moreno faz a voz solo das duas primeiras faixas do disco, "Flor de La Noche" e "Luz de Vela" (ambas compostas por Cezar de Mercês). A faixa "Sentinela do Abismo" (Flávio Venturini / Márcio Borges) é uma música solo do tecladista no disco (cantada e tocada apenas por ele) com um arranjo de cordas regido por Rogério Duprat. Cezar de Mercês participou como flautista na faixa-título "Casa Encantada" (Flávio Venturini / Luiz Carlos Sá). O disco é encerrado com uma faixa da dupla Sá e Guarabyra, "Pássaro".
Durante concertos, a banda tocava músicas inéditas que ainda não haviam sido gravadas ainda, como a instrumental "Suíte" (Flávio Venturini) e "Raposa Azul" (Flávio Venturini / Sérgio Hinds).

### Mudança de Tempo
Em meados de 1977, Flávio Venturini decidiu deixar o grupo para fazer um trabalho junto com Beto Guedes. Cezar de Mercês voltou ao grupo e trouxe com ele o tecladista Sérgio Kaffa. Ainda neste ano, com a nova formação, o grupo lançou um compacto com as músicas "Amigos" e "Barco de Pedra", ambas compostas por Cezar. A sonoridade do grupo se voltou mais para a MPB, mas sem esquecer suas raízes rock-progressivas.
O quinto disco da banda, Mudança de Tempo, foi lançado 1978. O disco segue praticamente a linha dos dois anteriores, com músicas instrumentais, progressivas, mas sempre com diversidade musical. O disco contou com as participações do maestro Rogério Duprat e de Rosa Maria (que canta uma música chamada "Minha Fé", uma canção ao estilo gospel norte-americano).
Nesta época O Terço fez o seu primeiro concerto internacional, no chamado "Concerto Latino-Americano de Rock". Foram três concertos no Brasil (São Paulo no Ibirapuera, Campinas e Belo Horizonte) e dois concertos na Argentina (em Buenos Aires, no Luna Park e em Rosário). A banda também fez um show junto com os Mutantes no Teatro de Arena de Ribeirão Preto-SP.

### O fim da unidade final
O Terço vinha cumprindo a sua agenda de concertos normalmente. Mas o desgaste com a gravadora e com gravação do último disco e com as críticas foi desgastando o grupo também. Além disso, Sérgio Hinds havia sofrido um acidente o que o impossibilitou de continuar a tocar por um bom tempo. Para a ocasião, a banda contratou Ivo de Carvalho para ocupar a guitarra e terminar os possíveis compromissos. Ainda em 1978, o grupo chegou ao fim. Luiz Moreno foi tocar com sua nova banda Original Orquestra e depois foi com Elis Regina. Sérgio Hinds e Cezar de Mercês gravaram discos solo no ano de 1979. Sérgio Magrão junto com os irmãos Flávio e Cláudio Venturini e Hely Rodrigues decolaram com a nova banda 14 Bis.

### Anos 80 e 90
Em 1982, Sérgio Hinds reatou O Terço com Ruriá Duprat (teclados), Zé Português (baixo) e Franklin Paolillo (bateria), lançando o disco Som Mais Puro. O disco contou com a participação de Vinícius Cantuária, tocando e compondo em parceria com Hinds algumas faixas do disco. A banda gravou neste disco uma versão mais compacta da música instrumental "Suíte", composta por Flávio Venturini que o grupo costumava tocar nos concertos mas nunca havia gravado.
Depois o grupo teve um novo recesso. Sérgio Hinds lançou seu segundo disco solo, intitulado Mar, no ano de 1986.
Na década de 1990, Sérgio Hinds reuniu o grupo, com novas formações. Ainda nos anos 90, Hinds gravou com O Terço, um terceiro álbum homônimo, que tinha um estilo semi-futurístico, onde contou com faixas como "Metamorfose Ambulante" de Raul Seixas, uma versão traduzida de "Hey Joe" de Jimi Hendrix e "Girando Lâmpada", uma nova versão da música "Luzes" gravada pelo Terço em 1982 em Som Mais Puro.
Em 1992, gravou Time Travellers, um álbum estilo rock progressivo americano completamente em inglês. Destaque para as músicas "Marear", gravado por Hinds em 1986 no seu segundo álbum solo, e uma versão cantada de "Suíte".
Em 1994, O Terço gravou em conjunto com a Orquestra Sinfônica do Estado de São Paulo, o álbum Live at Palace onde tocaram músicas dos álbuns anteriores. Também foi o último álbum com a presença de Luiz de Boni, Franklin Paolilo e Andrei Ivanovich, remanescentes do álbum Time Travellers.
Em 1996 lançaram o álbum Compositores, onde gravaram várias composições de diversos autores. Destaque para a nova versão de "Deus", gravada em 1972 no segundo álbum d'O Terço.
Já no fim dos anos 90, o Terço gravou Spiral Words, segundo álbum completamente em inglês com destaque para as regravações de "Crucis" (do Time Travellers, 1992) e "1974" (de Criaturas da Noite, 1975).
Depois em 1999, gravou Tributo à Raul Seixas, como homenagem aos dez anos de sua morte.

### O retorno definitivo
Por volta de 2001, Flávio Venturini fez um concerto no DirecTV Hall em São Paulo e convidou seus velhos companheiros d'O Terço. O público pode ver (ou rever) Sérgio Hinds, Cezar de Mercês, Sérgio Magrão e Luiz Moreno novamente juntos no palco e tocando as músicas do grupo nos anos 1970. O Terço, ao menos por um breve período de tempo, estava reunido novamente. A partir daí, os músicos começaram os ensaios para o retorno definitivo do grupo. A ideia era a gravação de um disco ao vivo com algumas faixas inéditas. Porém um acontecimento interromperia os planos da banda: o baterista Luiz Moreno sofreu uma parada cardíaca e faleceu, levando o grupo a desistir temporariamente da ideia do retorno. Com o apoio da esposa de Moreno, Irinéa Ribeiro, o grupo resolve continuar o projeto. O trio Sérgio Hinds, Flávio Venturini e Sérgio Magrão, junto com o baterista Sérgio Mello resolvem seguir em frente. Em 2005, enfim, o grupo marca as datas dos 3 concertos (no Rio de Janeiro, São Paulo e Minas Gerais). O primeiro foi dia 4 de maio no Canecão (RJ), onde foi gravado o DVD do grupo também. Nesta noite o grupo tocou quase todas as músicas dos discos Criaturas da Noite (75) e Casa Encantada (76), além de "Tributo ao Sorriso" (70), "Suíte" (75) e "P.S. Apareça" (96), e o concerto contou com as ilustres participações de Marcus Vianna, Ruriá Duprat, Irinéa Ribeiro e o quarteto de cordas Uirapurú. Na ocasião, foi lançado um CD de um concerto que O Terço fez em 1976, no Teatro João Caetano (Rio de Janeiro). Em 2007, o CD e DVD foram enfim lançados.
O Terço continuou fazendo concertos periodicamente em 2008 para divulgação do DVD
Em fevereiro de 2013, o baterista Fred Barley substitui Sergio Melo na bateria e gravam O Terço 3D, o primeiro DVD Blue Ray 3D do Brasil, lançado em 2015.
No primeiro semestre de 2021, é lançado o livro "O Terço - 50 Anos" pela Editora Ibrasa, concebida a quatro mãos pelo guitarrista e fundador Sérgio Hinds, ao lado do jornalista e pesquisador Nélio Rodrigues.

## Discografia
Discografia dada pelo Instituto Memória Musical Brasileira.

### Álbuns de estúdio
- 1970 - O Terço
- 1973 - Terço
- 1975 - Criaturas da Noite
- 1976 - Casa Encantada
- 1978 - Mudança de Tempo
- 1982 - Som Mais Puro
- 1990 - O Terço
- 1992 - Time Travellers
- 1996 - Compositores
- 1998 - Spiral Words
- 1999 - Tributo a Raul Seixas

### Álbuns ao vivo
- 1975 - Ao Vivo em Londrina
- 1994 - Live at Palace
- 2005 - Ao Vivo 1976
- 2007 - Ao Vivo
- 2015 - O Terço 3D

### Compactos simples
- 1969 - Velhas Histórias / Tributo ao Sorriso
- 1971 - Adormeceu / Vou Trabalhar
- 1972 - Ilusão de Óptica / Tempo É Vento
- 1975 - Hey Amigo / Pano de Fundo
- 1976 - Fields on Fire / Shining Days, Summer Nights
- 1977 - Amigos / Barco de Pedra

### Compactos duplos
- 1971 - Visitante / Adormeceu / Doze Avisos / Mero Ouvinte / Trecho da Ária Extraída da Suite em Ré Maior
- 1975 - Queimada / Jogo das Pedras / Hey Amigo / Volte na Próxima Semana

### Participações
- 1972 - Vento Sul (Marcos Valle)
- 1973 - Previsão do Tempo (Marcos Valle)
- 1974 - Nunca (Sá e Guarabyra)

## Integrantes

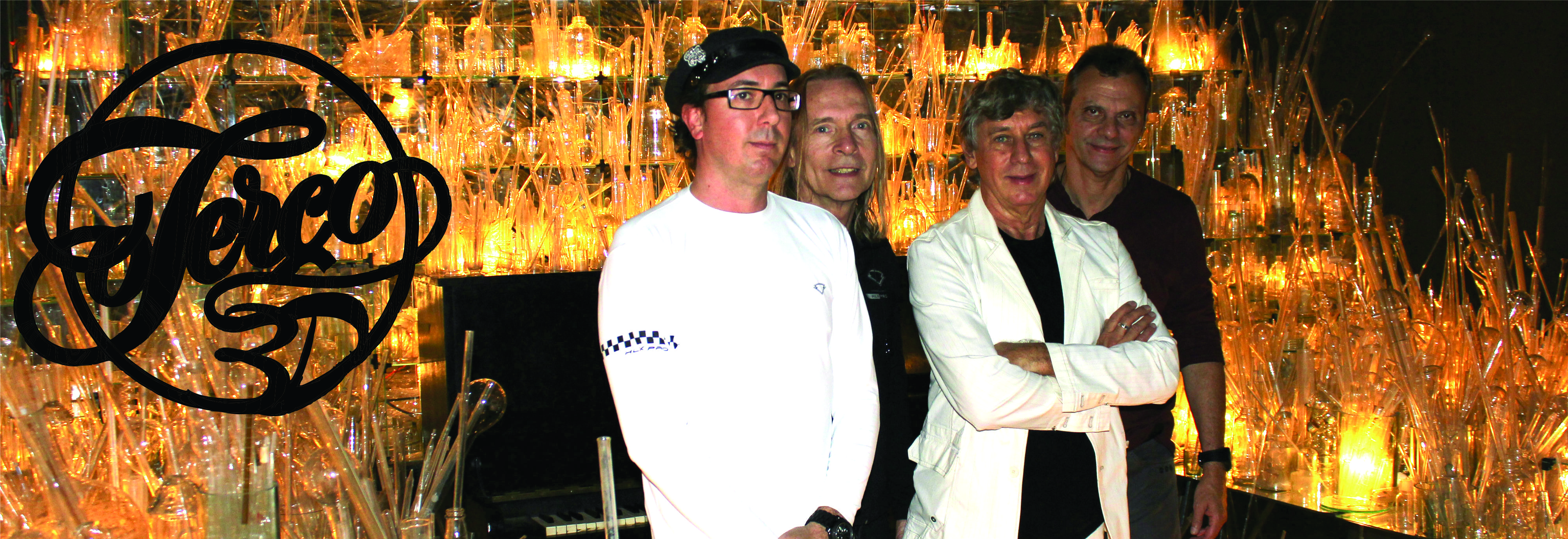
2013

### Formação atual
- Sérgio Hinds - guitarra elétrica, viola caipira e vocal
- Flávio Venturini - teclado, viola e vocal
- Sérgio Magrão - baixo elétrico e vocal
- Fred Barley - bateria e vocal

### Ex-integrantes
- Jorge Amiden (1968 a 1972) - guitarra e vocal
- Cezar de Mercês (1970 a 1974, 1977 a 1978) - baixo, violão, flauta e vocal
- Vinícius Cantuária (1968 a 1973) - bateria e vocal
- Luiz Moreno (1974 a 1978, 2001 a 2002) - bateria, percussão e vocal
- Sérgio Kaffa (1977 a 1978) - teclados, baixo
- Ivo de Carvalho (1978) - guitarra
- Ruriá Duprat (1982) - teclados
- Zé Português (1982) - baixo
- Franklin Paolillo (1982, 1992 a 1995) - bateria
- Flávio Pimenta (1990) - bateria
- Geraldo Vieira (1990) - baixo
- Luiz De Boni (1992 a 1996) - teclados
- Andrei Ivanovic (1992 a 1995) - baixo
- Fernando Fernandes (1996) - baixo e vocal
- Beto Correa (1998 a 2000) - teclados
- Max Robert (1998 a 2000) - baixo
- Edú Araújo (1998 a 1999) - guitarra e vocal
- Daniel Baeder (1998) - bateria
- André Gonzales (1999 a 2000) - bateria
- Igor de Bruyn (2000) - guitarra
- Sergio Melo (2001 a 2013) - bateria

### Formações
- 1968 a 1970: Sérgio Hinds (baixo e vocal), Vinícius Cantuária (bateria e vocal), Jorge Amiden (guitarra e vocal).
- 1971 a 1972: Sérgio Hinds (violoncelo elétrico e vocal), Vinícius Cantuária (bateria e vocal), Jorge Amiden (guitarra de três braços e vocal), Cezar de Mercês (baixo e vocal).
- 1972 a 1973: Sérgio Hinds (guitarra e vocal), Vinícius Cantuária (bateria e vocal), Cezar de Mercês (baixo e vocal)
- 1973 a 1974: Sérgio Hinds (guitarra solo e vocal), Sérgio Magrão (baixo e vocal), Luiz Moreno (bateria e vocal), Cezar de Mercês (guitarra base e vocal)
- 1974 a 1976: Sérgio Hinds (guitarra e vocal), Sérgio Magrão (baixo e vocal), Luiz Moreno (bateria e vocal), Flávio Venturini (teclado e vocal)
- 1977 a 1978: Sérgio Hinds (guitarra e vocal), Sérgio Magrão (baixo, percussão e vocal), Luiz Moreno (bateria e vocal), Cezar de Mercês (violão, guitarra, flauta e vocal), Sérgio Kaffa (teclados, baixo)
- 1978: Sérgio Magrão (baixo, percussão e vocal), Luiz Moreno (bateria e vocal), Cezar de Mercês (violão, guitarra, flauta e vocal), Sérgio Kaffa (teclados, baixo), Ivo de Alencar (guitarra e vocal)
- 1982: Sérgio Hinds (guitarra e vocal), Franklin Paolillo (bateria), Ruriá Duprat (teclados e vocal), Zé Português (baixo)
- 1990: Sérgio Hinds (guitarra e vocal), Flávio Pimenta (bateria), Geraldo Vieira (baixo)
- 1992 a 1995: Sérgio Hinds (guitarra e vocal), Luiz De Boni (teclados), Franklin Paolillo (bateria), Andrei Ivanovic (baixo)
- 1996: Sérgio Hinds (guitarra e vocal), Luiz De Boni (teclados), Fernando Fernandes (baixo)
- 1998: Sérgio Hinds (guitarra e vocal), Beto Correa (teclados), Max Robert (baixo), Edú Araújo (guitarra e vocal), Daniel Baeder (bateria)
- 1999: Sérgio Hinds (guitarra e vocal), Beto Correa (teclados), Max Robert (baixo), Edú Araújo (guitarra e vocal), André Gonzales (bateria)
- 2000: Sérgio Hinds (guitarra e vocal), Beto Correa (teclados), Max Robert (baixo), André Gonzales (bateria), Igor de Bruyn (guitarra e vocal)
- 2001 até 2013: Sérgio Hinds (guitarra e vocal), Sérgio Magrão (baixo e vocal), Flávio Venturini (teclados e vocal), Sergio Melo (bateria)
- 2013 até hoje: Sérgio Hinds (guitarra e vocal), Sérgio Magrão (baixo e vocal), Flávio Venturini (teclados e vocal), Fred Barley (bateria e vocal)